# 线锯机

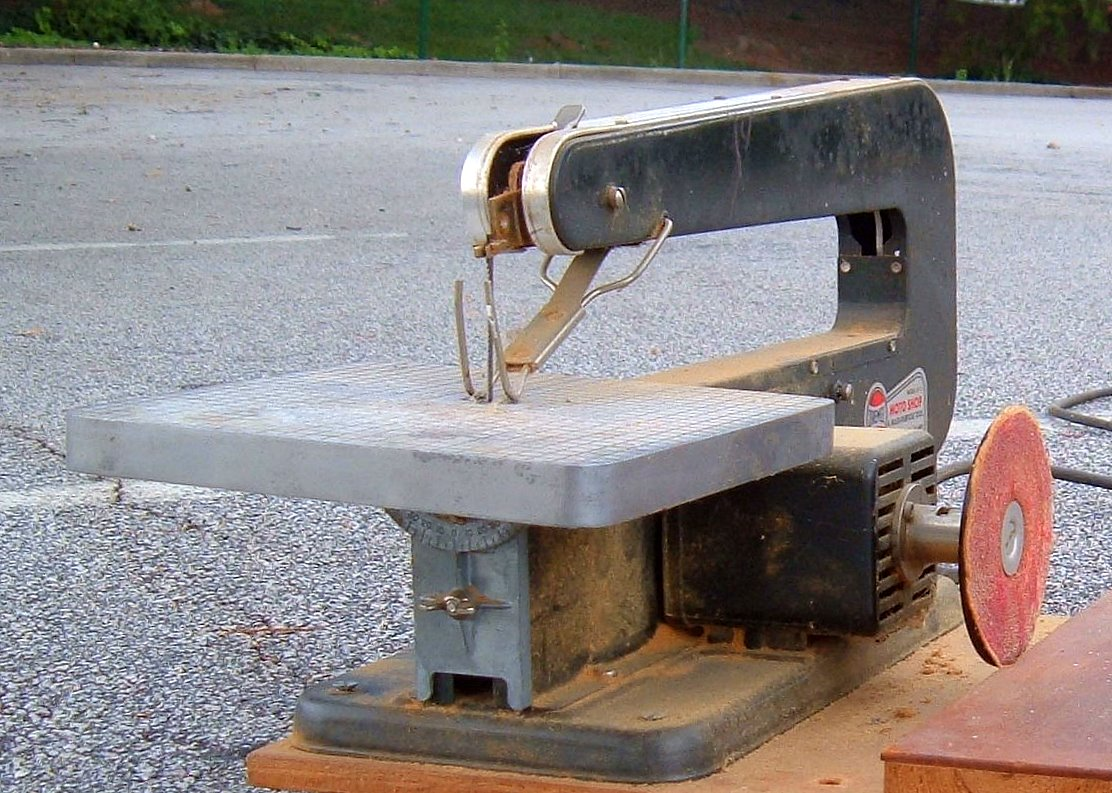

线锯机，又叫直锯机，木工常用的一种小型電動或踏板操作鋸电动工具，主要用于在木板上开槽、金屬或其他材料的複雜曲線。电动机通过传动系统带动直线锯条上下往复运动，对木板进行锯切。其刀片的精細度使其比電動曲線鋸切割得更精細，並且比手鋸或鋼絲鋸更容易。與這些工具一樣，它能夠透過沿著切割軸傾斜其工作台來創建具有傾斜邊緣的彎曲切割。

## 進一步閱讀
- Jensen, Laurits. . 1986. ISBN 87-7490-263-6 （丹麦语）.
- Spielman, Patrick. . Sterling. 2002. ISBN 978-0-8069-7877-2.